# Edmond Lefever
Pour les articles homonymes, voir Lefever.
Edmond Lefever est un sculpteur belge né à Ypres le 25 février 1839 et décédé à Schaerbeek le 18 avril 1911.

## Biographie
Edmond Lefever naît à Ypres d'un marchand de charbon. Il commence sa formation dans sa ville natale, où il obtient ses deux premiers prix en 1859. En 1862, il vient suivre des cours à l'Académie de Bruxelles, qu'il quitte en 1871. En 1873, il visite Rome en compagnie de son ami le sculpteur Polydore Comein. À son retour, il s'installe à Schaerbeek. Il présente régulièrement des œuvres à des expositions en Belgique et à l'étranger, où il obtient plusieurs distinctions : à Londres (1878) ainsi qu'à Adelaïde et Caracas (1888). 
Éclectique dans le choix du matériau, qu'il s'agisse du bronze, du marbre, de l'ivoire ou de la terre cuite, il cultive des genres très différents : bustes, sujets allégoriques et religieux ou représentations réalistes.
Il obtient de nombreuses commandes officielles :
- Cinq statues pour la halle aux draps d'Ypres (1875), détruites au cours de la première guerre mondiale
- Les statues d'Antoine de Bourgogne et de Jeanne de Luxembourg pour la façade de l'Hôtel de ville de Bruxelles (1878)
- Cendrillon au Parc Josaphat à Schaerbeek (1881)
- Le Cygne et La Cigogne au Jardin botanique de Bruxelles
- La statuette du métier des bouchers au Square du Petit Sablon (1882)
- Les armes des Beaux-Arts, un bas-relief rue du Musée à Bruxelles (1893)

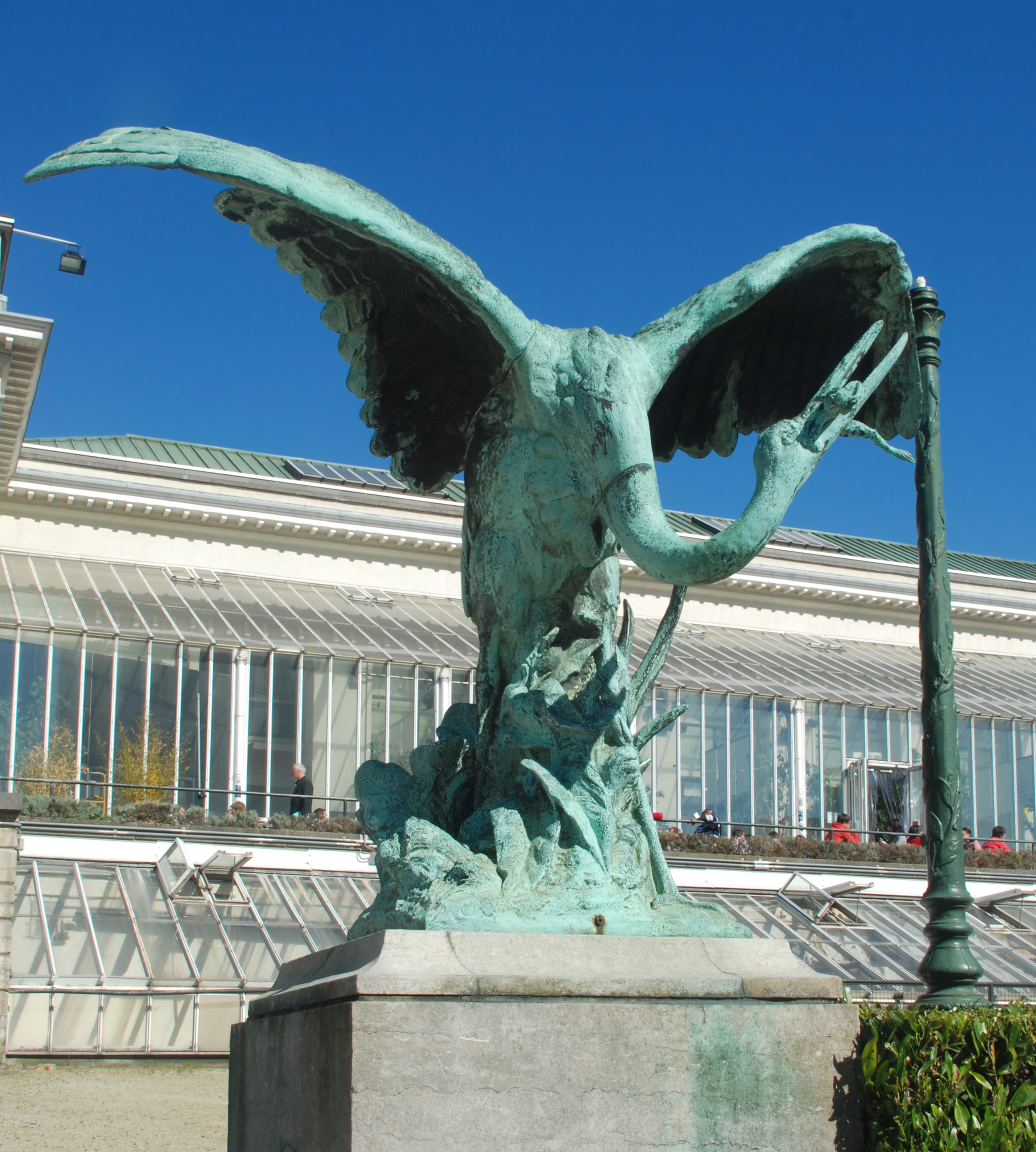
La Cigogne au Jardin botanique de Bruxelles.

## Distinction
- Chevalier de l'ordre de Léopold (8 mai 1896)[1].